# Boris Jewgenjewitsch Kochno

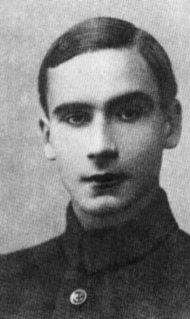
Boris Kochno

Boris Jewgenjewitsch Kochno (russisch Борис Евгеньевич Кохно; * 3. Januarjul. / 16. Januar 1904greg. in Moskau; † 8. Dezember 1990 in Paris) war ein russischer Dichter, Tänzer und Librettist.

## Leben
Bereits 1919, als 15-jähriger Schüler, war Boris Kochno der Geliebte des 21 Jahre älteren Komponisten Karol Szymanowski in Jelisawetgrad, wo er als Geschenk die russische Übersetzung des Kapitels Das Symposium aus Szymanowskis unveröffentlichtem Roman Efebos erhielt, der sich mit Päderastie beschäftigte. Szymanowski widmete dem Jungen außerdem vier Liebesgedichte.
1920 wurde Kochno mit 16 Jahren der Sekretär, Librettist und vielleicht wichtigste Mitarbeiter des fast 32 Jahre älteren Sergei Djagilew. Die beiden waren bis zu Djagilews Tod im Jahr 1929 ein Paar. Kochno schrieb 1921 das Libretto zur Oper Mavra von Igor Strawinski, 1924 zu Fâcheux, zu La Chatte 1927 und zu Fils prodigue im Jahre 1929. 1925 hatte Kochno eine Affäre mit Cole Porter, mit dem er einen ausgiebigen Briefwechsel unterhielt.
Nach Djagilews Tod versuchten Kochno und Sergej Lifar die Ballets Russes zusammenzuhalten, was ihnen aber nicht gelang. Die beiden erbten Teile des Archivs und der Sammlungen Djagilews, die Kochno vervollständigte und von denen ein Teil von der Nationalbibliothek Frankreichs angekauft wurde.
Kochnos spätere Karriere umfasste die Leitung des Ballets Russes de Monte-Carlo, von wo aus er eine einflussreiche Persönlichkeit im französischen Ballett zur Zeit des Zweiten Weltkriegs wurde. 1933 gründete er gemeinsam mit George Balanchine die kurzlebige Ballettgruppe Les Ballets 1933, die in diesem Sommer im Théâtre des Champs-Élysées debütierte. Nach Ende des Zweiten Weltkriegs arbeitete er mit dem Ballettmeister Roland Petit zusammen, mit dem er das Ballets des Champs-Élysées ins Leben rief und bis 1951 gemeinsam leitete. Das am 2. Mai 1945 zum Debüt der Ballettgruppe aufgeführte Stück Die Gaukler unter der künstlerischen Leitung Kochnos wurde ein großer Erfolg.
Es gibt eine Reihe von ihm veröffentlichter Werke, beispielsweise Diaghilev and the Ballets Russes, das die Ära Djagilews beschreibt, und Christian Bérard, eine Reminiszenz und Sammlung der Kunst seines früheren Freundes und Mitarbeiters.